# Tanc extern (transbordador espacial)

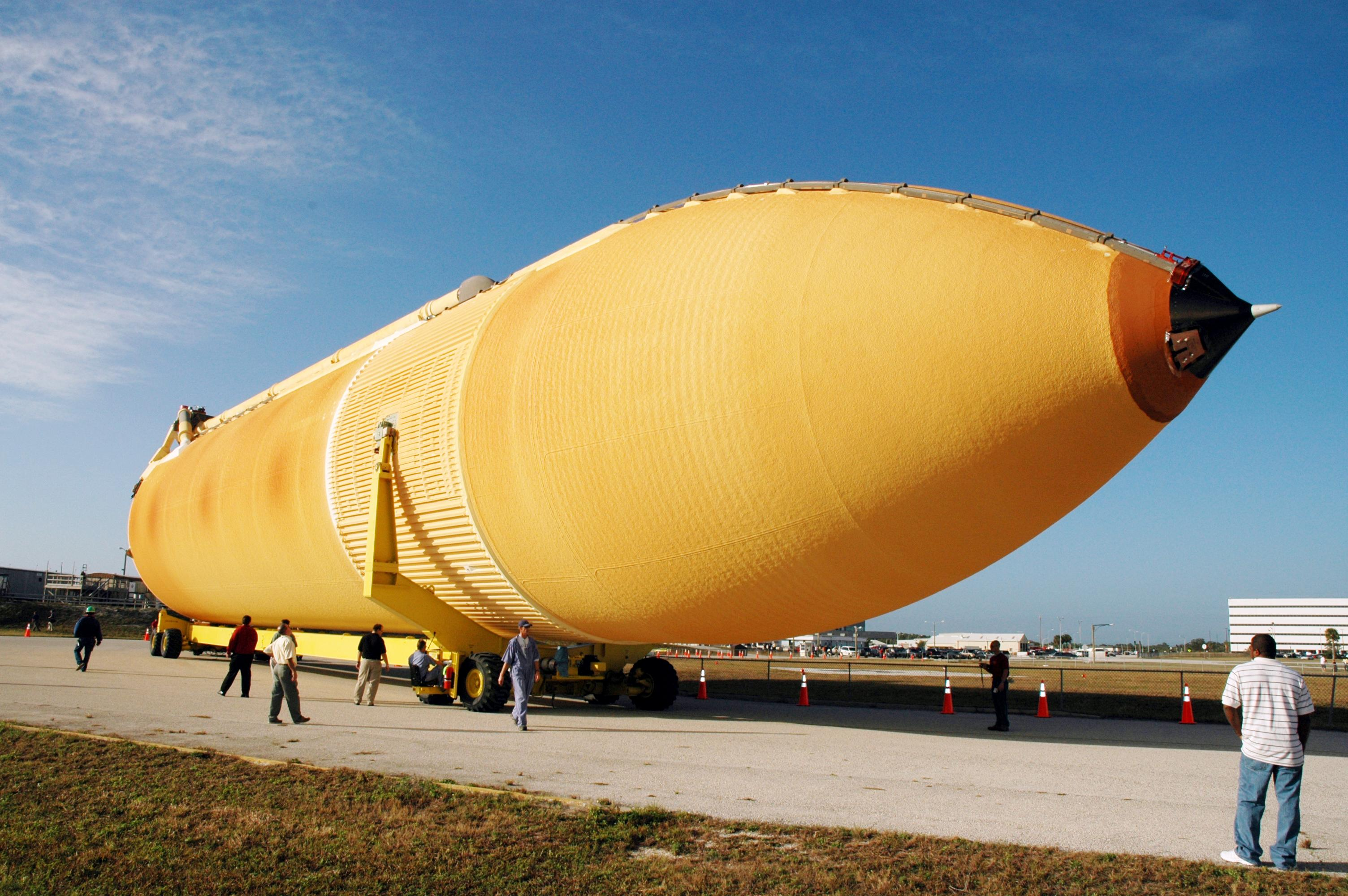
Un (ET) tanc extern del transbordador espacial de camí a l'edifici d'assemblatge de vehicles. (Imatge: NASA/KSC)

Un tanc extern (ET, de l'anglès External Tank) del transbordador espacial és el component del llançador transbordador espacial que conté el combustible (hidrogen líquid), i l'oxidant (oxigen líquid). Durant l'enlairament i ascensió subministra el combustible i l'oxidant sota pressió cap als tres motors principals (SSME) de l'orbitador. L'ET es desprèn del transbordador 10 segons després del MECO (apagada dels motors principals) (Main Engine Cut Off) on es talla el flux de combustible cap als SSME, i torna a entrar a l'atmosfera terrestre. Al contrari que els coets acceleradors, el tanc extern no és reutilitzable. Esclata abans d'impactar a l'oceà Índic (o l'oceà Pacífic lluny de les rutes marítimes conegudes; en cas de seguir una trajectòria de llançament tipus inserció directa, que és la utilitzada a les últimes missions).

## Vista general

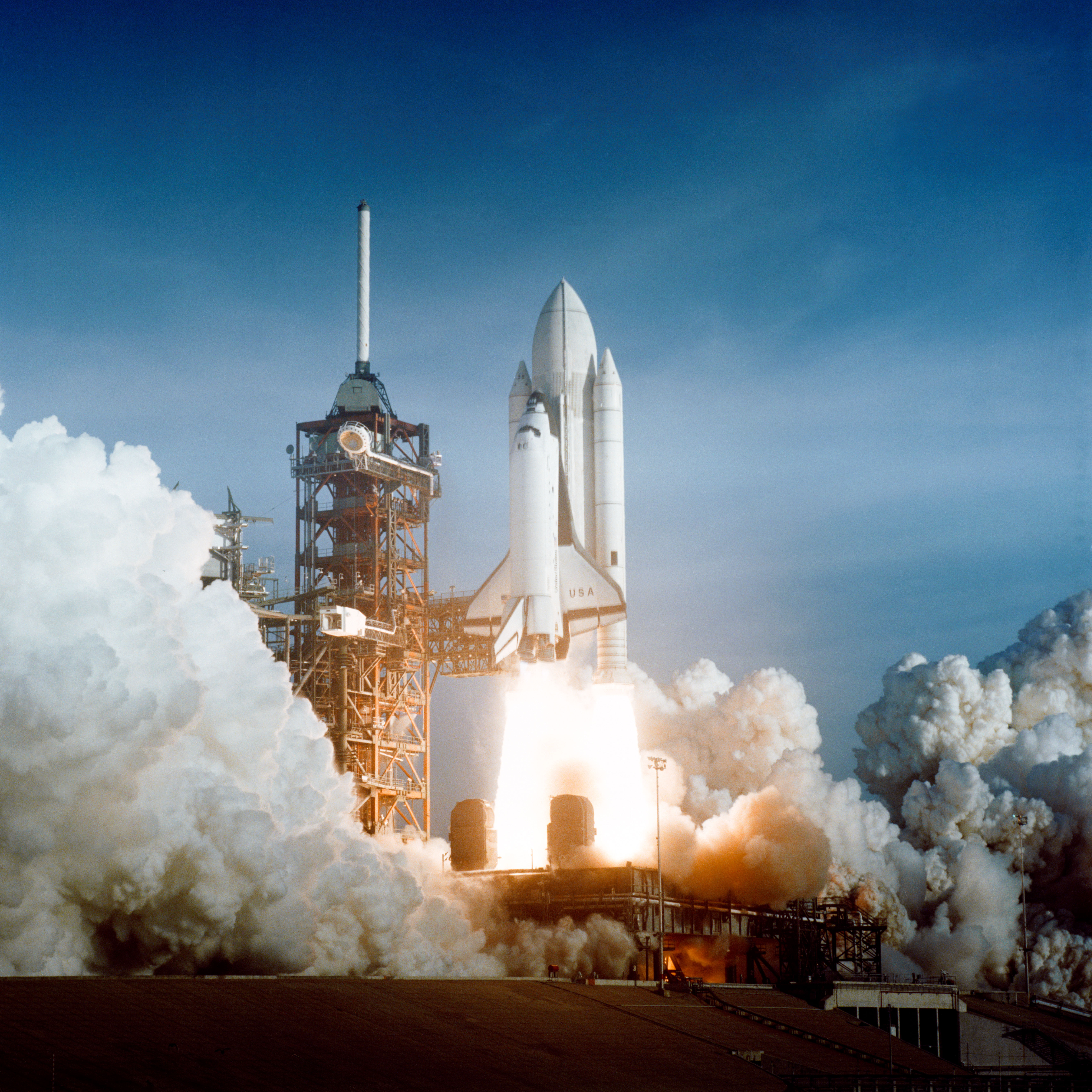
Enlairament de l'STS-1. El tanc extern fou pintat de blanc en els dos primers llançaments del transbordador espacial. Des de l'STS-3 en endavant, s'ha deixat sense pintar.

L'ET és l'element més gran del transbordador espacial, i quan està carregat, també és el més pesant. Té tres component principals:
- El tanc superior d'oxigen líquid (LOX).
- El tanc intermedi no pressuritzat que conté la majoria dels components elèctrics.
- El tanc inferior d'hidrogen líquid (LH2); és la part més llarga, tot i que és relativament lleugera.